# Waverly (Nebraska)
Waverly – miasto w Stanach Zjednoczonych, w stanie Nebraska, w hrabstwie Lancaster.